# Circé (Q125)
Pour les articles homonymes, voir Circé (homonymie).
La Circé  (Q125) était un sous-marin de la Marine nationale française de l'entre-deux-guerres. Navire de tête de la classe Circé (1925), il a été construit au chantier naval Schneider de Chalon-sur-Saône entre 1923 et 1925, sur des plans Schneider-Laubeuf.